# Piräus
Piräus (neugriechisch Πειραιάς Pireas [pirɛˈas] (m. sg.); altgriechisch Πειραιεύς Peiraieús) ist eine Gemeinde in Attika, ein wichtiges Industriezentrum in Griechenland und drittgrößter Hafen am Mittelmeer. Die eigentliche Gemeinde hatte 2011 163.910 Einwohner, zusammen mit den übrigen Gemeinden des Regionalbezirks Piräus ergab sich eine Zahl von 448.997, der gesamte Ballungsraum Athen-Piräus hat nach Eurostat ca. 3,8 Mio. Einwohner, andere Schätzungen gehen allerdings auf Grund mangelhafter demographischer Daten von rund fünf Mio. Einwohnern aus. Piräus ist der historische Hafen der griechischen Hauptstadt Athen und südlicher Endpunkt der wichtigen das Land von Thessaloniki bzw. Patras aus durchquerenden Verkehrsverbindungen. Piräus hat mit rund 17,6 Millionen Passagieren (16,5 Mio. im Fährverkehr und 1,1 Mio. mit Kreuzfahrtschiffen) jährlich (Stand 2019) den größten Passagierhafen in Europa. Mit einem Umschlag von 5,65 Millionen TEU (Stand 2019) ist der Hafen von Piräus der viertgrößte Europas im Container-Verkehr und der mit dem größten Container-Umschlag am Mittelmeer.

## Etymologie
Bereits antike Autoren leiteten den Namen Peiraieus (Πειραιεύς) von dem Wort peraieús περαιεύς ‚Fährmann‘ ab, zu altgriechisch πειραιόω peiraióō ‚hinüberbringen‘, dies zu griechisch péra πέρα ‚gegenüber, jenseits‘ (vgl. Pera, Peraia). Es bezog sich wohl auf die Fährdienste zwischen Piräus und Phaleron. Auch der Hafen Korinths trug den Namen Peiraiós Πειραιός, ein weiteres Wort für ‚Fährmann‘.
Im Deutschen steht der Name mit der Bedeutung als Hafen Athens auch mit Artikel: der Piräus.

## Geschichte

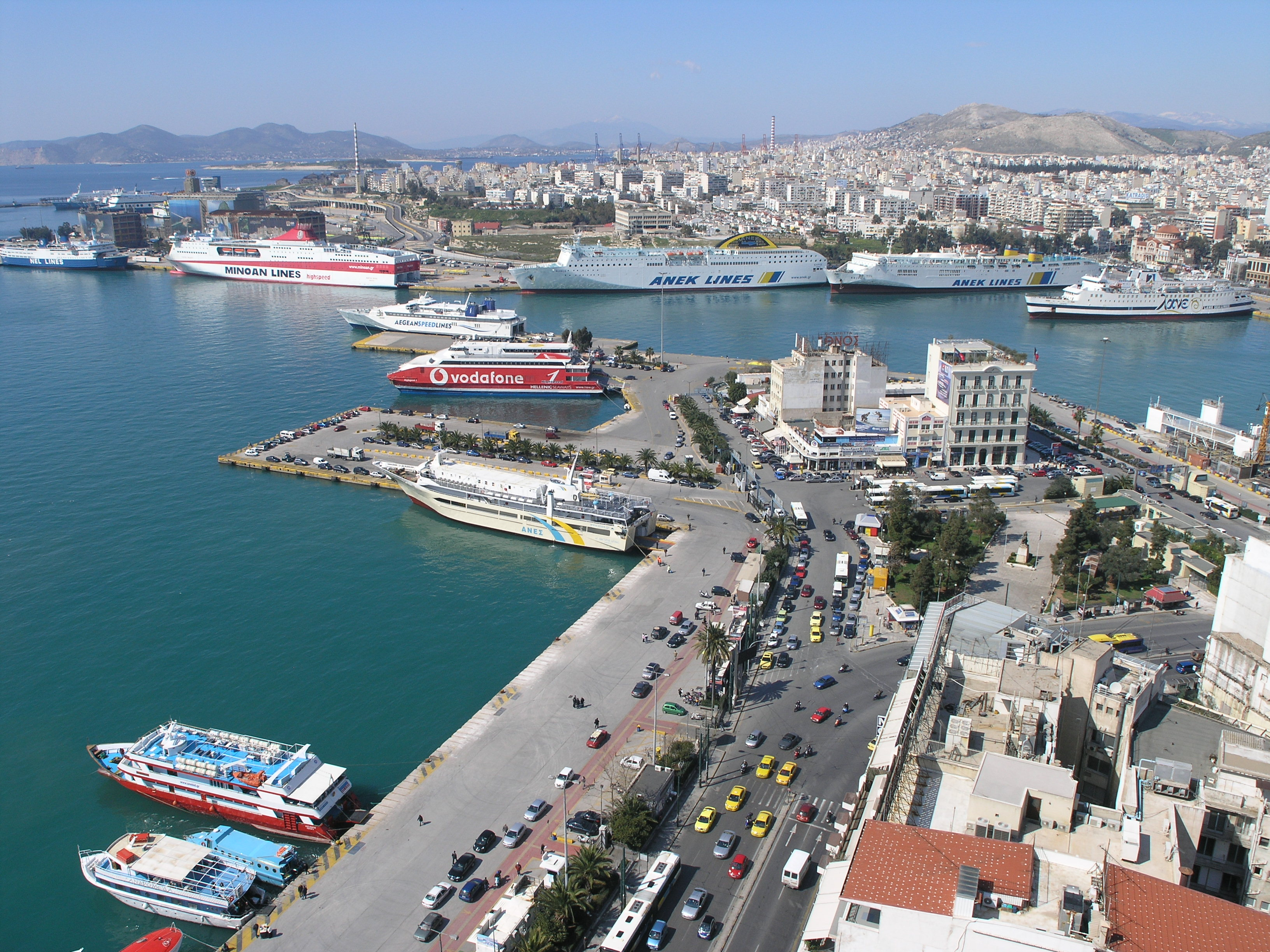
Hafen von Piräus

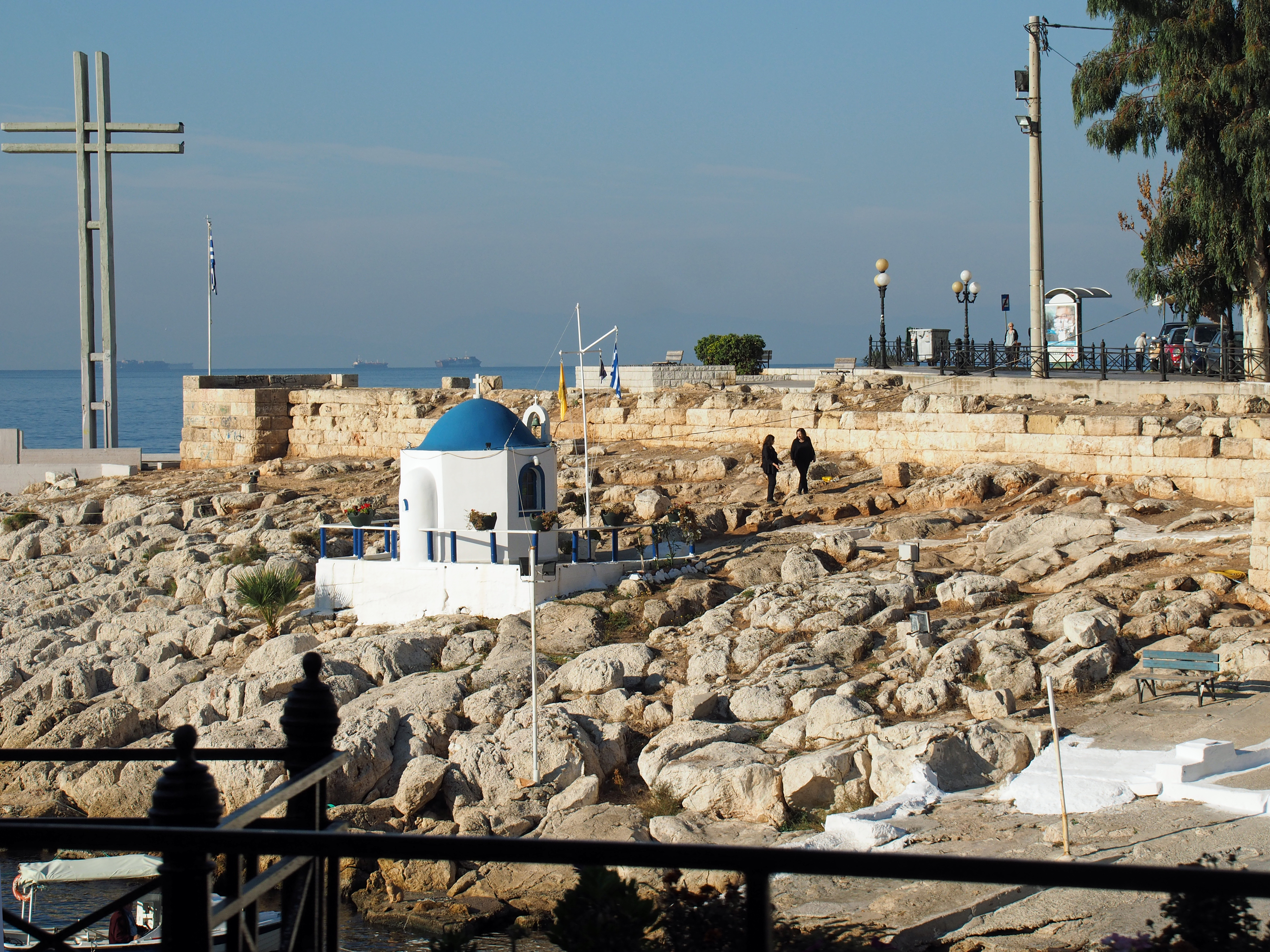
Am Ufer Reste der alten Mauer

Piräus (Peiraieus) ist eigentlich der Name der bergigen Halbinsel, acht Kilometer südwestlich von Athen, mit dem bis zu 86½ Meter hohen Hügel Munychia (heute Kastella), der seit dem 6. Jahrhundert v. Chr. eine Burg trug, und drei tief eingeschnittenen runden Hafenbecken (Piräus, Zea und Munychia), die Themistokles seit 493 v. Chr. zum Hafen Athens bestimmte und zunächst mit Mauern umgeben ließ. 461–456 v. Chr. wurden die Langen Mauern zwischen Piräus und Athen errichtet.
In perikleischer Zeit wurde von Hippodamos aus Milet die Stadtanlage mit rechtwinklig sich schneidenden Straßen angelegt, die Häfen ausgebaut und mit Säulenhallen und Schiffshäusern versehen. Nach Beendigung des Peloponnesischen Krieges zerstört, blühte Piräus als Handelshafen bald von Neuem auf. 394 v. Chr. wurden auch die von den Spartanern zerstörten Mauern wieder aufgebaut.
In den Jahren 347–323 v. Chr. wurde das Arsenal des Philon errichtet, das Sulla 86 v. Chr. mit den übrigen Hafenanlagen niederbrannte.
Nach der Verlegung des Hafens gliederte sich das antike Piräus als Hafenstadt von Athen in die Teilhäfen Kantharos, Zea und Munychia auf. Dabei stellte Kantharos den Handelshafen von Piräus dar, während Zea und Munychia dem Militär vorbehalten waren. Zea war der größere der beiden Kriegsmarinehäfen.
Im Mittelalter war der Hafen unter dem italienischen Namen Porto Leone bekannt, nach der heute vor dem Arsenal von Venedig stehenden antiken Löwenskulptur (eine Kopie steht heute wieder in Piräus). Der entsprechende türkische Name war Aslan Limani. Die kleineren Häfen Zea und Munychia sind heutzutage auch als Passalimani (Hafen des Pascha) bzw. Tourkolimano (Türkenhafen) oder Mikrolimano (kleiner Hafen) bekannt.

## Bildungseinrichtungen
- Universität Piräus
- Technisches Ausbildungsinstitut Piräus

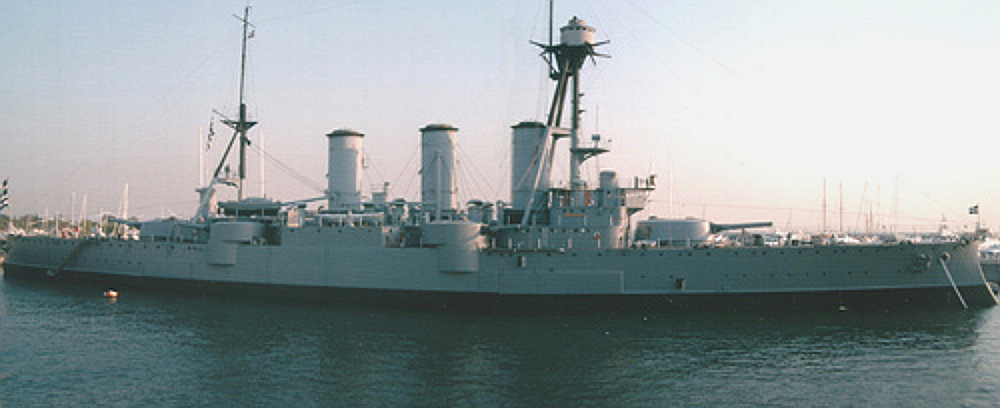
Panzerkreuzer Georgios Averoff im Schiffsmuseum Trokadero Marina

## Sehenswürdigkeiten
- Haupthafen Kantharos
- Yachthafen Zéa Marina (früher Pasalimani)
- Yachthafen Mikrolimano (früher Tourkolimano, das antike Munychia)
- Archäologisches Museum beim antiken Theater
- Schiffsmuseum Trokadero Marina mit dem Panzerkreuzer Georgios Averoff (Paleo Faliro)
- Schifffahrtsmuseum Piräus (Nautisches Museum)
- Endbahnhof der Metrolinie 1 („Ilektrikos“) mit Museum zu dieser historischen Eisenbahnstrecke (1869 als erste griechische Eisenbahn bis Athen eröffnet)
- Kopie der Statue des Löwen von Piräus auf der Landzunge Akra Alkimos

## Infrastruktur

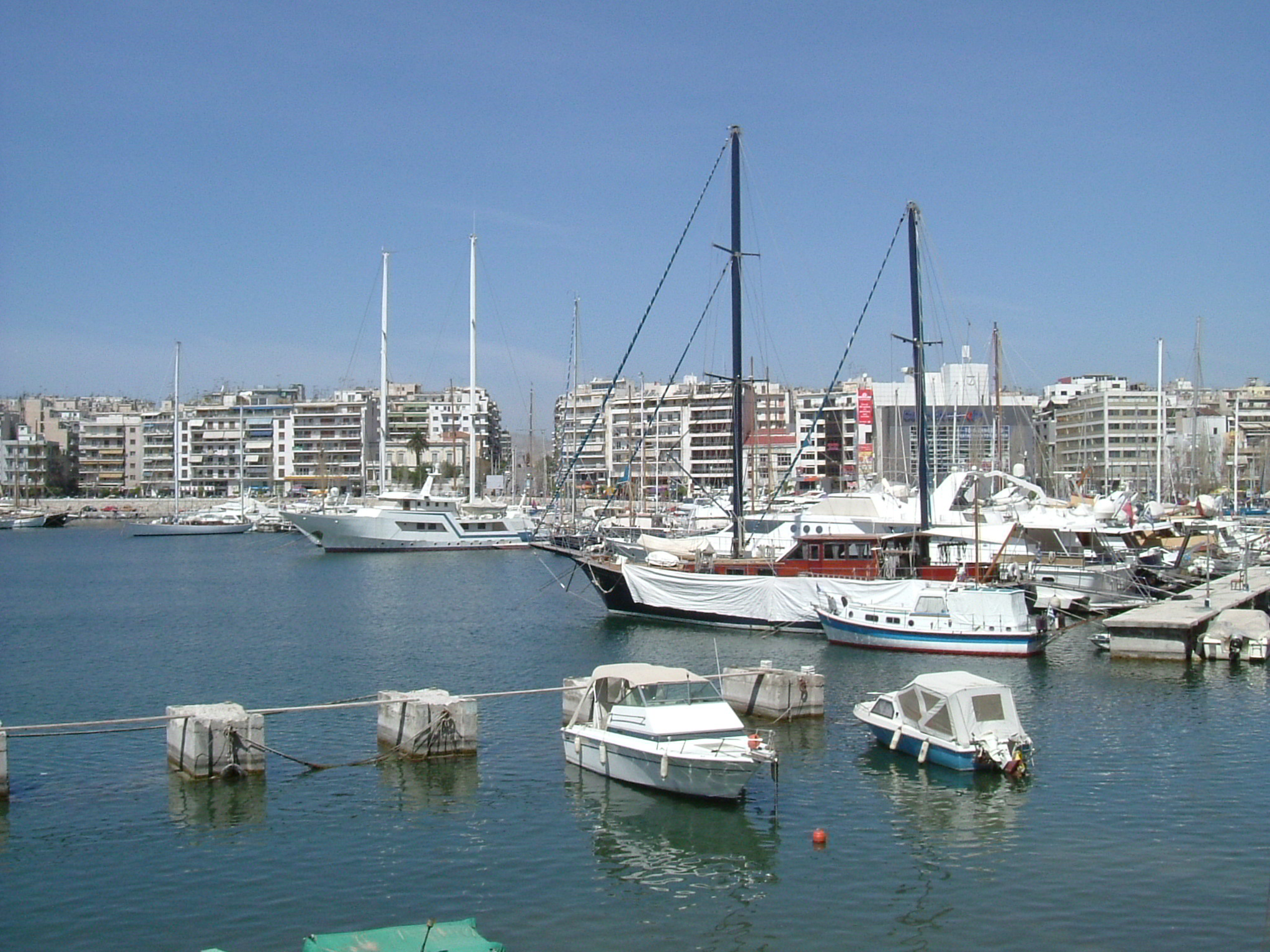
Der Yachthafen von Piräus

### Häfen von Piräus
Der Hafen ist mit 17,6 Millionen Passagieren im Jahr 2019 der größte Passagierhafen Europas, 16,5 Mio. davon im bedeutenden Fährverkehr und 1,1 Mio. mit Kreuzfahrtschiffen. 2014 waren es zusammen noch rund 18,7 Mio. Im Containerterminal wurden 2019 rund 5,65 Millionen TEU umgeschlagen, 2014 waren es 3,58 Mio. TEU.
Im Zuge der griechischen Staatsschuldenkrise wurden 51 % des Containerterminals 2009 an das chinesische Staatsunternehmen China Ocean Shipping (Group) Company (kurz: COSCO) für eine Dauer von 35 Jahren verpachtet.
Mit der griechischen Eisenbahn OSE erfolgte im März 2013 die Anbindung des Containerterminals an das Eisenbahnnetz.
Neben dem Haupthafen gibt es auf der südöstlichen Seite der Halbinsel noch zwei kleinere Häfen für private Boote und Yachten.

### Bahn

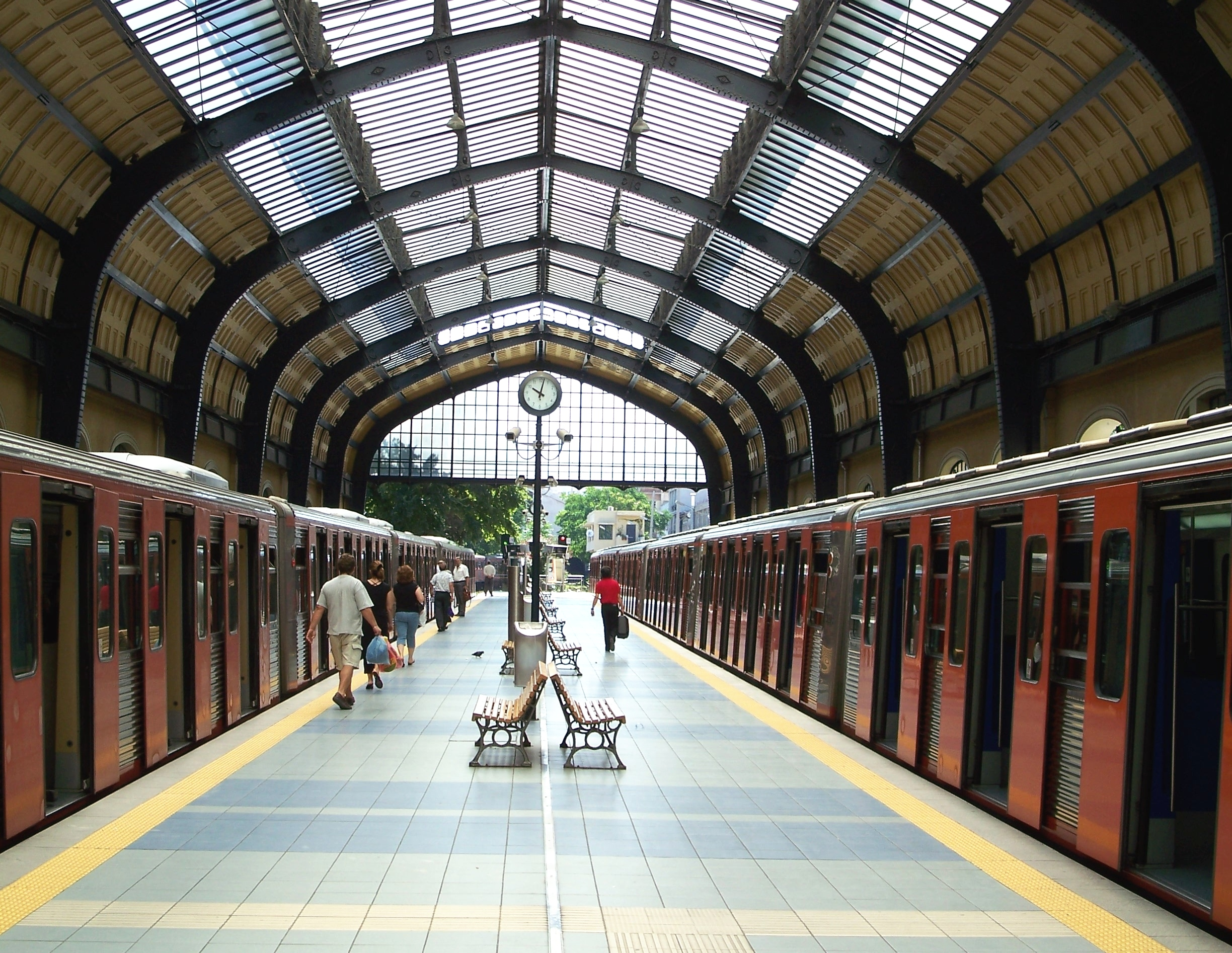
Endstation der Metro 1 in Piräus

Piräus ist im ÖPNV über die Metrolinien 1 und 3, die Vorortbahn Proastiakos, eine S-Bahn, und die Straßenbahn Athen erschlossen.
Piräus ist Ausgangspunkt der wichtigsten griechischen Eisenbahnstrecke im Fernverkehr, der Bahnstrecke Piräus–Thessaloniki. Diese verbindet Piräus auch mit dem Bahnhof von Athen und dem Flughafen Athen.

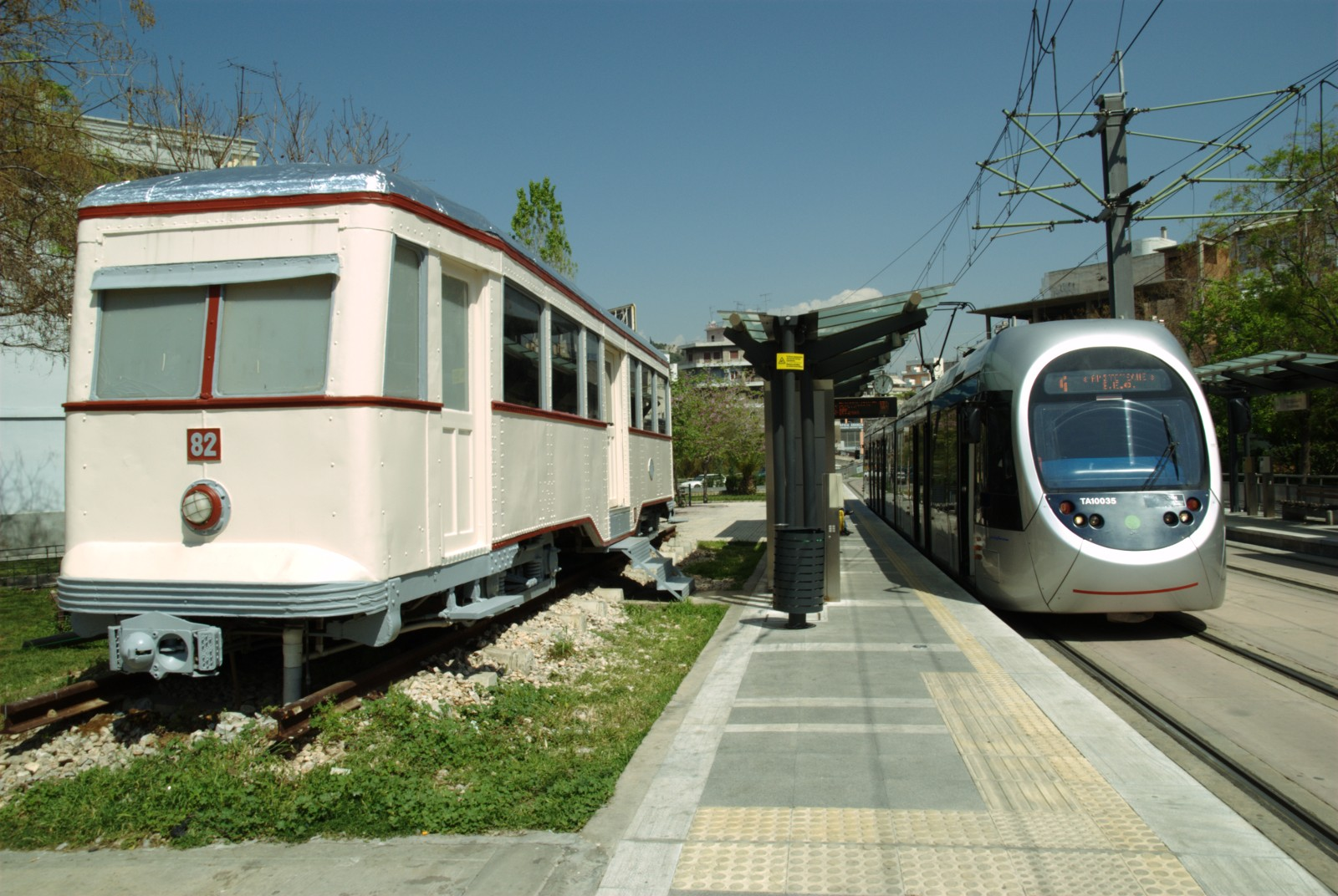
Wagen der Perama-Tram an einer Haltestelle der heutigen Straßenbahn im Zentrum von Athen

Von 1936 bis 1977 verkehrte zwischen Piräus und Perama eine normalspurige elektrische Tram, die in zentralen Stadtteilen als Straßenbahn geführt war, in Vorortbereichen teilweise straßenunabhängig.

### Busverkehr
In der Stadt verkehrt seit 1949 der Oberleitungsbus Piräus. 1988 wurde dieses System mit dem des benachbarten Athen verknüpft. Dieser interkommunale Betrieb ist heute mit 366 Fahrzeugen auf 22 Linien das größte O-Bus-Netz in der EU.

## Sport
In Piräus hat der Verein Olympiakos Piräus, dessen Fußballabteilung der erfolgreichste Verein Griechenlands ist, seinen Sitz. Die Fußballmannschaft spielt im Stadion Karaiskakis, die Basketballmannschaft und Volleyballmannschaft im gegenüberliegenden „Irinis kai Philias“. Beide werden mit der Metro und der Straßenbahn erreicht (Station Faliro).

Im Jahr 1969 fanden im Stadion Karaiskakis die Leichtathletik-Europameisterschaften statt, 1985 wurden die Leichtathletik-Halleneuropameisterschaften im „Irinis kai Philias“ ausgetragen.

## Wissenswertes
Die deutsch-griechische Sängerin Vicky Leandros war von Oktober 2006 bis zum 28. Mai 2008 Vizebürgermeisterin und Stadträtin für Kultur und internationale Beziehungen in Piräus. Der ehemalige griechische Ministerpräsident Kostas Simitis vertrat die Stadt von 1985 bis 2009 als Abgeordneter im Parlament.

## Söhne und Töchter der Stadt
- Panagiotis Pipinelis (1899–1970), Diplomat, Politiker und Ministerpräsident
- Katina Paxinou (1900–1973), Oscar-prämierte Schauspielerin
- Emmanuel Kriaras (1906–2014), Philologe und Lexikograf
- Yannis Tsarouchis (1910–1989), Maler und Bühnenbildner
- Isidora Rosenthal-Kamarinea (1918–2003), Neogräzistin, Übersetzerin und Hochschullehrerin
- Diamando Koumbaki (1926–1944), Widerstandskämpferin
- Emmanuel Bechrakis (1931–2023), Augenarzt und Hochschullehrer
- Nechan Karakéhéyan (1932–2021), armenisch-katholischer Bischof, Ordinarius von Osteuropa
- Jannis Kounellis (1936–2017), Künstler
- Konstantinos Simitis (1936–2025), Ministerpräsident von Griechenland
- Giorgos Dalaras (* 1949), Musiker
- Michalis Nikoloudis (* 1949), Musiker
- Vincent Gabrielsen (* 1950), Althistoriker
- Lou A. Kouvaris (1954–2020), amerikanischer Gitarrist
- Leonidas Pelekanakis (1962–2021), Regattasegler
- Calliope Tsoupaki (* 1963), Komponistin
- Nena Galanidou (* 1966), Archäologin
- Dimitra Asilian (* 1972), Wasserballspielerin
- Ioannis Lagos (* 1972), Politiker, Rechtsextremist
- Kelly Thoma (* 1978), Lyraspielerin
- Georgios Seitaridis (* 1981), Fußballspieler
- Maria Karastamati (* 1984), Sprinterin
- Domna Michailidou (* 1987), Wirtschaftswissenschaftlerin und Politikerin
- Dimitris Diamantakos (* 1993), Fußballspieler

## Städtepartnerschaften
Partnerstädte von Piräus sind:
- Nancy (Frankreich), seit 1966
- Baltimore (Vereinigte Staaten), seit 1982[14]
- Marseille (Frankreich), seit 1984
- Sankt Petersburg (Russland), seit 1984
- Galați (Rumänien), seit 1985
- Shanghai (Volksrepublik China), seit 1985
- Odessa (Ukraine), seit 1993
- Larnaka (Zypern), seit 1995
- Rosario (Argentinien), seit 1993[15]
- Batumi (Georgien), seit 1996
- Vilnius (Litauen), seit 1997
- Ostrava (Tschechien), seit 1997[16]
- Muğla (Türkei), seit 2022